# Альтернативная гражданская служба в России
Альтернативная гражданская служба (АГС) в Российской Федерации представляет собой особый вид трудовой деятельности в интересах общества и государства, осуществляемый гражданами вместо военной службы. Согласно Федеральному закону «Об альтернативной гражданской службе», гражданин РФ имеет право на замену военной службы альтернативной гражданской службой, если несение военной службы противоречит его убеждениям или вероисповеданию.
На сентябрь 2022 года регулируется Федеральными законами РФ и реализуется на практике только АГС взамен срочной службы по призыву. Право на АГС при мобилизации закреплено в Конституции России и является непосредственно действующим, однако правовые механизмы, регулирующие прохождение такой службы, отсутствуют.

## Правовые положения
Право на отказ от военной службы по убеждениям — общепризнанное на международном уровне, закрепленное в Конституции России, является неотъемлемым правом каждого гражданина России.

Гражданин Российской Федерации в случае, если его убеждениям или вероисповеданию противоречит несение воинской службы, а также в иных установленных федеральным законом случаях имеет право на замену её альтернативной гражданской службой.
— Конституция РФ, ст. 59, ч. 3
Если верующие могут отказаться от службы в ВС, обосновав это своим вероисповеданием, то другие граждане вправе заявлять не о вере, а об убеждениях, несовместимых с военной службой. Убеждения могут быть миротворческие, философские, морально-этические, политические, правовые, либо иметь взаимодополняющее, комплексное содержание. Право пройти АГС вместо ВС имеет не только верующий, отвергающий для себя военную службу (к какой бы конфессии он ни принадлежал), но и любой гражданин, подлежащий призыву и не имеющий оснований для освобождения или отсрочки, если он желает защищать Отечество не в военной форме, а мирным трудом. Закон не связывает напрямую право на прохождение АГС с отказом от ношения оружия, но такой отказ, если он есть, может быть одним из оснований, на которые ссылается гражданин, желающий пройти АГС.

### АГС взамен службы по призыву
Порядок прохождения АГС по призыву регулируется федеральным законом от 25.07.2002 № 113-ФЗ «Об альтернативной гражданской службе». Согласно статье 2 данного закона, гражданин может выбрать АГС в случаях, если:
- Несение военной службы противоречит его убеждениям или вероисповеданию. При этом закон не устанавливает списка конфессий, представители которых имеют право на АГС. Выбрать АГС вместо военной службы вправе не только верующий, но и каждый гражданин, подлежащий призыву, убеждениям которого противоречит несение военной службы (ст. 59, ч. 3 Конституции России, ст. 2 ФЗ об АГС)[2].
- Он относится к коренному малочисленному народу, ведет традиционный образ жизни, осуществляет традиционное хозяйствование и занимается традиционными промыслами.

АГС — обычная трудовая деятельность в соответствии с Трудовым кодексом, но с некоторыми особенностями. В частности, альтернативнослужащий не вправе по собственной инициативе расторгнуть трудовой договор, участвовать в забастовках, подрабатывать по совместительству в других организациях.
Согласно п. 2 ст. 4 закона об АГС, граждане должны направляться на АГС по экстерриториальному принципу, а при выборе места службы должны учитываться их образование, специальность, опыт работы, медицинские противопоказания, семейное положение.

### АГС взамен службы в период мобилизации, военного положения и в военное время
Часть 3 статьи 59 Конституции РФ говорит о праве заменить на АГС любой вид воинской службы, то есть формально относится и к призыву по мобилизации. Статья 9 Федерального закона от 25.07.2002 № 113-ФЗ «Об альтернативной гражданской службе», регулирующего прохождение АГС по призыву, гласит:

Организация и прохождение альтернативной гражданской службы в период мобилизации, в период военного положения и в военное время определяются федеральными конституционными законами, другими федеральными законами и принимаемыми в соответствии с ними иными нормативными правовыми актами Российской Федерации.
— Ст. 9 Федерального закона от 25.07.2002 № 113-ФЗ
На сентябрь 2022 года закона, регулирующего прохождение АГС в период мобилизации, в Российской Федерации не принято. В Федеральном законе от 26.02.1997 № 31-ФЗ «О мобилизационной подготовке и мобилизации в Российской Федерации» вопросы прохождения АГС также не упоминаются. После объявления мобилизации в 2022 году на правительственном портале «Объясняем.рф» появилось сообщение о том, что АГС в рамках объявленной мобилизации «не предусмотрена».
Однако, согласно Определению Конституционного Суда РФ № 63-О от 22 мая 1996 года, отсутствие принятого закона не лишает гражданина права на АГС, а его требования о замене воинской службы на АГС не могут служить основанием для преследования за уклонение от воинской службы:

Буквально закреплённое в названной конституционной норме [ч.3 ст.59 Конституции РФ] и не нуждающееся в конкретизации право граждан, чьим убеждениям или вероисповеданию противоречит несение военной службы, на замену её альтернативной гражданской службой, как и все другие права и свободы человека и гражданина, являются непосредственно действующим (ст.18 Конституции РФ) и должно обеспечиваться независимо от того, принят или не принят соответствующий федеральный закон. Стремление гражданина реализовать своё конституционное право не запрещёнными законом способами, во всяком случае, не может служить основанием для возбуждения против него уголовного или иного преследования. […]
Действия граждан, реализующих своё конституционное право на альтернативную гражданскую службу, не могут расцениваться как уклонение без уважительной причины от военной службы
— Определение Конституционного Суда Российской Федерации от 22 мая 1996 года № 63-О
Согласно разъяснениям юристов, право на АГС в период мобилизации, закреплённое в Конституции РФ, является прямым. Право подачи заявления на АГС сохраняется и во время мобилизации, а отказ на реализацию такого права может быть обжалован в суде. По мнению юристов, заявление на АГС по мобилизации следует отправлять на имя призывной комиссии по мобилизации, а также в военный комиссариат и уполномоченному по правам человека в регионе. Заявление рекомендуется подать в течение срока, который указан в повестке или мобилизационном предписании.
В закон о мобилизации в ноябре 2022 года добавили статью о том, что в период мобилизации власть может отправить тех, кто проходит АГС на гражданских должностях обычных бюджетных организаций, на гражданские должности в вооружённых силах.

#### Правовая практика реализации права на АГС по мобилизации
30 ноября 2022 года суд впервые принял решение в пользу мобилизованного. Гатчинский суд Ленинградской области удовлетворил иск Павла Мушуманского и признал его призыв незаконным. Ранее он проходил только альтернативную гражданскую службу. Однако несмотря на это его мобилизовали и направили в воинскую часть. Там молодой человек отказался надевать форму и брать в руки оружие, так как он глубоко верующий христианин, который родился и воспитывался в семье верующих родителей. Суд постановил вернуть его домой, признав неизменными его религиозные убеждения и конституционное право не брать в руки оружие по убеждениям. 16 марта 2023 года апелляционный суд подтвердил его право на АГС при мобилизации, позже это сделала кассационная инстанция, а 23 ноября 2023 года — и Верховный суд. По словам адвоката Мушуманского, все судебные инстанции согласились с тем, что отсутствие закона, описывающего порядок реализации конституционного права на АГС, не может лишать граждан самого этого права.

## Порядок прохождения альтернативной гражданской службы в современной России
Основополагающие принципы альтернативной гражданской службы (АГС) таковы:
- На альтернативную гражданскую службу могут быть направлены только те граждане, которые признаны годными к военной службе или годными к военной службе с незначительными ограничениями.
- Граждане проходят альтернативную гражданскую службу, как правило, за пределами территории субъектов Российской Федерации, в которых они постоянно проживают, при этом при прохождении службы в другой местности альтернативнослужащему бесплатно предоставляется общежитие. Правило экстерриториальности не жёсткое и выполняется не всегда (сообщалось[где?], что отсутствие в большинстве организаций общежитий привело к тому, что до 60 % проходят АГС по месту постоянного проживания). Место прохождения службы определяет Федеральная служба по труду и занятости (Роструд), руководствуясь ежегодно утверждаемыми перечнями профессий и ситуацией на рынке труда.
- Граждане могут проходить АГС исключительно на государственных предприятиях. Например, альтернативнослужащие работают санитарами в больницах, диспансерах и домах-интернатах, строителями, рабочими на заводах, лесниками, библиотекарями, архивистами, рабочими в цирках и театрах, почтальонами, дежурными на метеостанциях, пожарных командах.
- Представители коренных малочисленных народов направляются для прохождения АГС в организации традиционных отраслей хозяйствования и традиционных промыслов.
- Граждане, избравшие АГС, не вправе по собственной инициативе расторгнуть трудовой договор.
- Срок альтернативной гражданской службы превышает срок службы по призыву.

В настоящий момент прохождение АГС в России регулируется Федеральным законом «Об альтернативной гражданской службе». Схема направления граждан на альтернативную гражданскую службу выглядит следующим образом:
- Граждане подают заявление о замене военной службы по призыву на АГС в военный комиссариат, решение по заявлению принимается призывной комиссией;
- К месту прохождения АГС гражданина направляет военный комиссар в соответствии с планом направления, утверждённым Федеральной службой по труду и занятости;
- Граждане, избравшие АГС, могут быть заняты только на тех должностях и только в тех организациях, которые содержатся в официальном перечне, ежегодно утверждаемом Минздравсоцразвития;
- Трудовая деятельность граждан, проходящих альтернативную гражданскую службу, регулируется Трудовым кодексом РФ.

Срок АГС для граждан, направленных для её прохождения с 1 января 2008 года, составляет:
- 21 месяц — для граждан, проходящих АГС в организациях, подведомственных федеральным органам исполнительной власти, а также органам исполнительной власти субъектов РФ;
- 18 месяцев — для граждан, проходящих АГС в организациях Вооруженных Сил Российской Федерации, других войск, воинских формирований и органов в качестве гражданского персонала.

### Порядок подачи заявления на АГС
Заявление о замене военной службы по призыву альтернативной службой подаётся гражданином в отдел военного комиссариата по месту постановки на воинский учёт. Для подачи заявления не требуется каких-либо санкций и согласований, например, санкции областного (краевого, республиканского) военкома. Заявление должно быть подано не позднее полугода до начала того призыва, в ходе которого заявитель должен быть призван на военную службу (то есть подлежащие призыву в осенний призыв подают заявления до 1 апреля, а призываемые весной следующего года — до 1 октября). Те, у кого преждевременно, по истечении указанных сроков, прекратилось действие отсрочки (например, по причине отчисления из вуза), вправе подать заявление в течение 10 дней со дня прекращения основания для отсрочки.
Заявления рассматриваются в ходе призыва, предшествующего тому, в который заявитель должен быть призван. Если время призыва — осенью, значит, заявление должно быть рассмотрено в весенний призыв.
Заявление должно быть принято сотрудниками военкомата и представлено на рассмотрение призывной комиссии в любом случае, даже если оно подано позже положенного срока. Решение об отказе в праве на АГС, в том числе и по основанию нарушения срока и (или) порядка подачи заявления, полномочна принять только призывная комиссия. Соблюдение установленных законом сроков подачи заявления весьма важно, так как большинство отказов, вынесенных призывными комиссиями в предшествующие годы, мотивированы несвоевременной подачей заявления. Однако остаётся возможность подать заявление на обжалование решения в суд, так как данный пункт закона об АГС нарушает конституционные права, в частности ст. 59 Конституции России. Кроме того, призывная комиссия вправе признать причины нарушения срока уважительными и вынести положительное решение.
Согласно статье 11 закона об АГС, в заявлении гражданин должен обосновать, что несение военной службы противоречит его убеждениям или вероисповеданию, и указать причины и обстоятельства, побудившие его ходатайствовать о замене военной службы на АГС.
Статья 12 закона содержит исчерпывающий список оснований, по которым призывная комиссия вправе отказать в замене срочной службы на АГС: нарушение сроков и порядка подачи заявления; неявка дважды на заседание призывной комиссии без уважительной причины; указание заведомо ложных сведений в заявлении; несоответствие документов и других данных доводам заявителя о том, что несение военной службы противоречит его убеждениям или вероисповеданию; уклонение от прохождения от АГС в прошлом. Закон не требует доказывания самого факта наличия убеждений или вероисповедания. Таким образом, бремя доказывания недостоверности доводов гражданина о том, что военная служба противоречит его убеждениям или вероисповеданию, лежит на призывной комиссии. Решение призывной комиссии об отказе в праве на АГС должно быть мотивированным, то есть основанным на фактах, установленных комиссией и опровергающих доводы гражданина. Решение об отказе может быть обжаловано в суде.
Согласно статье 11 закона, к заявлению должны быть приложены автобиография и характеристика с места работы и (или) учёбы; гражданин вправе приложить другие документы по своему усмотрению, а также вправе (но не обязан) указать список лиц, которые могут подтвердить факт противоречия его убеждений несению воинской службы. Закон не обязывает предоставлять справки о принадлежности к определённой религиозной или пацифистской организации, так как гражданин должен обосновать, что несение военной службы противоречит его личным убеждениям или вероисповеданию. Тем не менее, практика предоставления таких справок распространена, и даже имели место случаи отказов в прохождении АГС по причине того, что заявитель не предоставил справку о членстве в религиозной организации.

### Ограничение прав и свобод граждан, проходящих АГС
Прохождение альтернативной гражданской службы предусматривает ряд обязанностей и правовых ограничений. Граждане, поступившие на альтернативную гражданскую службу, не имеют права:
- занимать руководящие должности;
- принимать участие в забастовках или организовывать их;
- уклоняться от исполнения должностных обязанностей;
- оставлять рабочее место в период рабочего времени;
- подрабатывать по совместительству в других организациях.

Вместе с тем за гражданином сохраняются другие права и свободы, предусмотренные трудовым законодательством и другими нормативно-правовыми актами. Например, проходящий АГС, в отличие от солдата, имеет право на образование — по заочной или вечерней форме.

## Практика прохождения АГС по призыву
Вакансии для выбравших АГС распределяются в соответствии с образованием, квалификацией, опытом предыдущей работы, состоянием здоровья, потребностью организаций в трудовых ресурсах и предоставляются Рострудом. Количество свободных мест в 2005 году составляло 3136, в 2008 году — 9209. В 2010 году в организации АГС принимали участие 7 федеральных органов исполнительной власти и 67 органов исполнительной власти субъектов РФ. Роструд получил заявки на более чем 5700 вакансий по 121 профессии от 563 организаций.
По данным координатора общественной инициативы «Гражданин и армия» Сергея Кривенко, в первые годы после принятия закона об АГС, когда несение такой службы было наиболее тяжёлым, 80—90 % тех, кто проходил АГС в России, составляли свидетели Иеговы. По мнению Кривенко, именно свидетелям Иеговы внести ключевой вклад в формирование АГС в России. На 2009 год, по данным эксперта Института прав человека Л. С. Левинсона, свидетели Иеговы составляли 75 % от общего числа граждан, проходящих альтернативную гражданскую службу в России. Оставшуюся часть составляли представители других конфессий (10 %), внеконфессиональные «убеждённые» (10 %) и представители малых народов (5 %).
Представители коренных малочисленных народов направляются в оленеводческие бригады и предприятия, занимающиеся традиционными промыслами. Остальные направляемые на АГС служат, в основном, санитарами и почтальонами. Также наиболее востребованными являются специальности строительной отрасли (каменщик, дорожный рабочий, электрогазосварщик). По данным на 2009 год, разброс зарплат составлял от 3800 до 20 000 рублей. В 2010 году из числа граждан, направлявшихся на АГС, 58 % вообще не имели специальности, а 15 % имели специальности, не востребованные работодателями. Более 70 % «альтернативщиков» были оставлены нести службу в субъектах России, из которых они призывались, так как всего около 10 % вакансий включали предоставление общежития, поэтому принцип экстерриториальности АГС практически не соблюдался.
Ещё одной проблемой является направление желающего пройти АГС на работу на оборонные предприятия, что оказывается несовместимым с его убеждениями.
В 2010 году большая часть выбрала АГС из-за принадлежности к различным религиозным конфессиям — 324 человека, остальные 59 — из пацифистских убеждений. Заявлений от представителей малых народов не поступало. Из 383 призывников 295 были направлены в организации, подведомственные 52 исполнительным органам государственной власти субъектов России. Из них 243 проходили АГС в учреждениях социальной сферы, 29 — в образовательных учреждениях, 23 — в сельскохозяйственных учреждениях. Остальные 88 граждан были направлены в 5 федеральных органов исполнительной власти, из них в Федеральное агентство связи — 77 человек; в Роскосмос — 4; в Федеральное медико-биологическое агентство — 3; в Спецстрой — 2; в Федеральную службу исполнения наказаний — 2.
Всего за период с 2004 по 2010 годы было подано 5388 заявлений. В отношении 4072 (80,5 %) граждан вынесены заключения о замене военной службы альтернативной гражданской. На АГС направлено 2174 гражданина, из них 1411 граждан уволены с АГС по истечении срока службы, по семейным обстоятельствам и по заключениям военно-врачебных комиссий. На конец 2010 года АГС проходили 968 граждан.
В ходе весеннего призыва 2011 года на АГС направлено 294 человека. Граждане могли проходить АГС по 125 профессиям в 633 организациях, на которых имелось более 4870 рабочих мест. По состоянию на 12 июля 2011 года АГС проходили 979 граждан. В том числе: в федеральных органах исполнительной власти (Федеральное агентство специального строительства, Федеральное космическое агентство, Федеральное медико-биологическое агентство, Федеральная служба исполнения наказаний, Федеральное агентство связи) — 254 человека; в органах исполнительной власти субъектов Российской Федерации — 725 человек.
В период с 2007 по 2009 годы количество граждан, желающих пройти АГС, колебалось около показателя 450 человек в год, а в 2010 и 2011 годах их количество увеличилось в 1,7 раза. Наибольшее количество граждан проходило АГС на территории Краснодарского края, Ставропольского края, Московской и Смоленской областей.

## Юридически значимые моменты
24 июня 2014 года Конституционный Суд РФ принял Определение № 1470-О по жалобе гражданина Андрея Суворова, просившего признать не соответствующими Конституции несколько статей Федерального закона «Об альтернативной гражданской службе». Лев Левинсон, один из ведущих специалистов в области АГС, в своём комментарии выделил два значимых момента.
- Ссылаясь на практику Европейского Суда по правам человека Конституционный суд поясняет: «лишь неприятие военной службы, мотивированное серьёзным и непреодолимым конфликтом между обязанностью служить в армии и убеждениями лица или глубоко и искренне исповедуемыми религиозными или иными взглядами, составляет убеждение или взгляд достаточных серьёзности, связности и значения для использования гарантий статьи 9 „Свобода мысли, совести и религии“ Конвенции о защите прав человека и основных свобод» (постановление от 7 июля 2011 года по делу «Баятян (Bayatyan) против Армении»).

Левинсон поясняет, что это означает — убеждениями, которые могут быть основанием для замены военной службы на альтернативную гражданскую, являются не любые, а только серьёзные, глубокие и искренние убеждения, вступающие в непреодолимый конфликт с военной службой. Из этого следует, что, подавая заявление, гражданин должен указать, что его убеждения являются серьёзными, глубокими и искренними. Поскольку не существует средства измерения этих критериев, они принимаются на веру.
- «… право на замену военной службы альтернативной гражданской службой не означает, что гражданину предоставлено ничем не обусловленное право выбора между военной службой и альтернативной гражданской службой и что само по себе отрицательное представление гражданина о военной службе и его нежелание в связи с этим проходить военную службу дают ему право на её замену альтернативной гражданской службой»

Правозащитник указал на то, что Конституционный Суд практически не допускает наличие политических убеждений, которые включают в себя протест против обязательного призыва на военную службу. Определение явно показывает тот факт, что инстанция призыва в праве указать на то, что призывник имеет «не те» убеждения.

## Наказание за уклонение от прохождения альтернативной службы
Уклонение от прохождения альтернативной службы влечет за собой привлечение к уголовной ответственности в виде:
- штрафа в размере до восьмидесяти тысяч рублей или в размере заработной платы или иного дохода осужденного за период до шести месяцев,
- обязательных работ на срок до четырехсот восьмидесяти часов,
- ареста на срок до шести месяцев[30].

Приговоры за уклонение от отбывания альтернативной службы (ч. 2 ст. 328 УК РФ) бывают в России в единичных случаях: в 2009 году за это осудили 4-х человек (трое получили штрафы, а один обязательные работы), в 2014 году — 7 лиц (троим назначены штрафы в том числе двум до 25 тыс. руб., а четверым обязательные работы).